# Bridgestone Anchor Cycling Team/Saison 2014
Dieser Artikel listet Erfolge und Fahrer des Radsportteams Bridgestone Anchor Cycling Team in der Saison 2014 auf.

## Erfolge in der UCI America Tour
In der Saison 2014 gelangen dem Team nachstehende Erfolge in der UCI America Tour.
| Datum     | Rennen                       | Kat. | Sieger       |
| --------- | ---------------------------- | ---- | ------------ |
| 5. August | 4. Etappe Tour de Guadeloupe | 2.2  | Thomas Lebas |

## Erfolge in der UCI Africa Tour
In der Saison 2014 gelangen dem Team nachstehende Erfolge in der UCI Africa Tour.
| Datum          | Rennen                                      | Kat. | Sieger        |
| -------------- | ------------------------------------------- | ---- | ------------- |
| 19. – 21. März | Gesamtwertung Tour International de Sétif   | 2.2  | Thomas Lebas  |
| 25. März       | 2. Etappe Tour International de Constantine | 2.2  | Thomas Lebas  |
| 26. März       | 3. Etappe Tour International de Constantine | 2.2  | Damien Monier |

## Zugänge – Abgänge
| Zugänge         | Team 2013          | Abgänge             | Team 2014 |
| --------------- | ------------------ | ------------------- | --------- |
| Kōhei Uchima    | Team Nippo-De Rosa | Eiichi Hirai        | Team Ukyo |
| Takero Terasaki | Neoprofi           | Vincent Canard      | Unbekannt |
| Hiroshi Tsubaki | Neoprofi           | Yūsuke Fujiki       | Unbekannt |
|                 |                    | Wataru Mutsumine    | Unbekannt |
|                 |                    | Kuranosuke Yonemura | Unbekannt |

## Mannschaft
| Name             | Geburtstag         | Nationalität |
| ---------------- | ------------------ | ------------ |
| Shō Hatsuyama    | 17. August 1988    | Japan        |
| Kazuo Inoue      | 17. Februar 1981   | Japan        |
| Kenji Itami      | 15. September 1988 | Japan        |
| Thomas Lebas     | 14. Dezember 1985  | Frankreich   |
| Damien Monier    | 27. August 1982    | Frankreich   |
| Miyataka Shimizu | 23. November 1981  | Japan        |
| Takero Terasaki  | 18. November 1991  | Japan        |
| Hiroshi Tsubaki  | 18. Mai 1991       | Japan        |
| Kōhei Uchima     | 8. November 1988   | Japan        |